# نابو-شوم-ليشير
نابو-شوم-ليشير (في الكتابة المسمارية البابلية: 𒀭𒀝𒁺𒌑𒅆𒅕، بمعنى نابو، ازدهر الاسم. كان أميرًا بابليا من السلالة الكلدانية،وهو الابن الثاني الأكبر لنبوبولاسر مؤسس الإمبراطورية البابلية الحديثة. من المحتمل أن نابو-شوم-ليشير قد حاول الاستيلاء على العرش البابلي من أخيه الأكبر، نبوخذ نصر الثاني، في 602 قبل الميلاد.

## سيرته
كان نابو-شوم-ليشير الابن الثاني لنببولاسر، مؤسس الإمبراطورية البابلية الحديثة. لديه بحسب تسلسله العائلي أخ أكبر وهو نبوخذ نصر الثاني، وكان لديه على الأقل أخ أصغر، نابو-زير-أوشابشي. مع أن نبوخذ نصر كان كما المعتاد وريثًا معينًا من قبل والدهم، إلا أن نبولاسر اعترف أيضا بنابو-شوم-ليشير كأخ "مساوٍ" لنبوخذ نصر في أحقية الحكم، وهو لقب غامض بشكل خطير. عند وفاة نببولاسر في 605 قبل الميلاد، عاد نبوخذ نصر، الذي كان مبتعدًا عن موقع الحكم لأجل حملة في ذلك الوقت، مسرعًا إلى بابل، وذلك لضمان عدم محاولة اخوته من الاستيلاء على العرش. لا اثبات تاريخي بأن نابو-شوم-ليشير قد قام بأي تحرك لمحاولة الاستيلاء على العرش في ذلك الوقت.
بالعودة إلى السجلات البابلية، يشير المدخل لعام 602 قبل الميلاد إلى نابو-شوم-ليشير بشكل غير واضح يرجع السبب إلى كون النص مجزأ. وبالنظر لحقيقة أن الأمراء نادرًا ما يتم ذكرهم بعد فترات حكم آبائهم إذا لم يصبحوا ملوكًا، وبأخذ النظر أيضًا إلى كون فترة حكم نبوخذ نصر المبكرة غير مستقرة، فمن الممكن أن نابو-شوم-ليشير قد ثار ضد أخيه الأكبر في هذا العام لمحاولة الاستيلاء على العرش. برغم أن الضرر الذي لحق بالنص يجعل هذه الفكرة تخمينية ومفترضة، إلا أن نابو-شوم-ليشير لم يُذكر في أي وثائق بعد العام 602 قبل الميلاد، وبعدم ذكره تعزيزاً للنظرية القائلة بأنه قاد ضد أخيه الأكبر تمردًا فاشلاً.